# Cornelius Bumpus
Cornelius Bumpus (7 mei 1945 – 3 februari 2004) was een Amerikaans saxofonist, pianist en zanger.

## Biografie
Bumpus maakte zijn debuut op tienjarige leeftijd; hij speelde altsaxofoon in de schoolband. Daarna volgden optredens op Portugees-Amerikaanse dansavonden en begon hij zijn eigen band; ook speelde hij onder meer bij Moby Grape. 
In 1980 werd hij lid van de Doobie Brothers waarmee hij tot midden jaren negentig af en aan optrad. 
Tussendoor bracht Bumpus in 1981 een solo-album uit, en maakte hij deel uit van de band Café Society. 
Vanaf 1993 ging Bumpus op tournee met de groep Steely Dan; dit na een bijdrage te hebben geleverd aan het tweede solo-album van frontman Donald Fagen. Bumpus overleed tijdens een vlucht van New York naar Los Angeles aan de gevolgen van een hartaanval.
- Biblioteca Nacional de España: XX5060060
- Bibliothèque nationale de France: cb14160182k (data)
- International Standard Name Identifier: 0000 0001 1585 4963
- Library of Congress Control Number: n94060352
- MusicBrainz: 86648383-75d5-4a86-bbc8-7b43a098f938
- Système universitaire de documentation: 077722663
- Virtual International Authority File: 1701327
- WorldCat: E39PBJgt8BGBKp4gyWcvB3JVYP